# Microgomphus nyassicus
Microgomphus nyassicus – gatunek ważki z rodziny gadziogłówkowatych (Gomphidae).